# Ahmed Sofa
Pour les articles homonymes, voir Sofa.
Ahmed Sofa, né le 30 juin 1943 et mort le 28 juillet 2001, est un écrivain, penseur, romancier et poète bangladais. 

## Biographie
Sofa est largement considéré comme l'un des plus grands écrivains du Bangladesh,,,,. 
Il a écrit 18 livres de non-fiction, 8 romans, 4 recueils de poèmes, 1 recueil de nouvelles, et plusieurs livres dans d'autres genres.
Dans Bangali Musalmaner Man (L'esprit des musulmans bengalis) (1981), Sofa a étudié la formation de l'identité des musulmans bengalis, les causes de leur retard, leur développement en tant que communauté et leur progrès intellectuel. Bangali Musalmaner Man (The Mind of Bengali Muslim) de Sofa est considéré comme l'un des plus grands livres de réflexion écrit en bengali,.
Dans Buddhibrittir Natun Binyas (1972), Sofa a cartographié le paysage intellectuel du Bangladesh, délimitant les tendances opportunistes générales des intellectuels bangladais, leur collaboration avec l'Establishment et leur incapacité à apporter de réels changements matériels au Bangladesh postcolonial.
Caractérisé par « une fraîcheur de langage » et « l'expérimentation constante, et la nouveauté » du sujet et de la narration, ses fictions dépeignaient le Bangladesh avec toutes ses nuances sociales, spirituelles et politiques. Omkar (The Om) (1975) est considéré comme la meilleure expression littéraire du mouvement de libération du Bangladesh. Gabhi Bittanta (Un conte d'une vache) (1995), un roman satirisant professeurs d'université impliqués dans la politique du parti et la corruption est parmi les meilleurs satires dans la littérature bengali. Pushpa Briksa ebang Bihanga Puran (Contes de fleurs, arbres et oiseaux) (1996) raconte les attachements spirituels de Sofa avec des oiseaux, des plantes et des arbres reflétant sa profonde biophilie. Certains de ses longs poèmes incluent Ekti Prabeen Bater Kache Prarthana (La prière à un ancien arbre Banayan) (1977) et Basti Ujar (L'expulsion des habitants de Shanti Town), , etc..
Sofa et ses œuvres ont guidé, inspiré, influencé et continuent d'inspirer et d'influencer de nombreux écrivains, cinéastes, peintres, artistes et intellectuels. Il reste l'une des influences intellectuelles les plus puissantes au Bangladesh à travers ses œuvres et son héritage. Pour un style de vie bohème, et la nature franche, Sofa était une figure controversée au cours de sa vie. Il était appelé rebelle, fou, insolent, et une figure trop intransigeante parmi les intellectuels.
Sofa a rejeté le prix Lekhak Shibir en 1975 et le prix Sa'dat Ali Akanda offert par la Bangla Academy en 1993. Il a reçu Ekushe Padak à titre posthume par le gouvernement du Bangladesh en 2002.
Il a notamment collaboré avec l'éditeur bangladais Faisal Arefin Dipan.